# Liz Callaway
Liz Callaway est une actrice et chanteuse américaine, née le 13 avril 1961  à Chicago (Illinois). 

## Filmographie
- 1981 : Senior Trip de Kenneth Johnson (téléfilm) : Judy Matheson

Elle a notamment chanté pour de nombreux dessins animés :
- Le Roi lion 2 : L'Honneur de la tribu : Kiara adulte
- Le Retour de Jafar et Aladdin et le Roi des voleurs : Jasmine
- Le Cygne et la Princesse : Juliette
- Anastasia : Anastasia

## Voix françaises
- Karine Costa dans Le Retour de Jafar et Aladdin et le Roi des voleurs
- Bénédicte Lécroart dans Le Cygne et la Princesse
- Katia Markosy dans Anastasia
- Brenda Hervé dans Le Roi lion 2

## Voix québécoises
- Catherine Léveilée dans Anastasia
- Geneviève de Rocray dans La Princesse des Cygnes
- Marie-Josée Gagnon dans Le Roi lion 2
- Martine Chevrier dans Le Retour de Jafar et Aladdin et le Roi des voleurs